# Federico Tontodonati
Federico Tontodonati (né le 30 octobre 1989 à Turin) est un athlète italien, spécialiste de la marche.

## Biographie
Il remporte 7 titres nationaux : 3 sur 50 km (en 2011, 2012, 2015), deux sur 20 km (2012, 2016) et deux sur 10 km (2015 et 2017).